# Jonathan Francisco Lemos
Jonathan Francisco Lemos, noto semplicemente come Jonathan (Brasilia, 25 agosto 1992), è un calciatore brasiliano, difensore del Criciúma.

## Palmarès

### Club

#### Competizioni nazionali
- Campeonato Brasileiro Série B: 1

Atl. Goianiense: 2016

#### Competizioni statali
- Campionato Brasiliense: 1

Brasiliense: 2011
- Campeonato Paulista Série A2: 1

Capivariano: 2014
- Campionato Goiano: 1

Atl. Goianiense: 2019